# Sandalolitha dentata
Espèce
Synonymes
- Halomitra meierae Veron & Maragos, 2000

Statut CITES
Sandalolitha dentata est une espèce de coraux appartenant à la famille des Fungiidae.